# Mika (Csillagok háborúja)
A mika (angolos írásmóddal: mica) a Csillagok háborúja elképzelt univerzumának egyik ásványa, valamint építőanyaga.

## Leírása
A mika egy sima és fényes ásványféle. A legnagyobb lelőhelye a Geonosis nevű bolygón levő Im'g'twe dombokon (Im'g'twe Hills) található. Ennek a csillogó ásványnak a darabkái igen erősek és borotvaélesek.
Az első geonosisi csata előtt két massiff rátámadt Boba Fettre. A fiatal klónnak egy mika ásványdarabbal sikerült megvédenie magát.
Ezt az ásványt a Yuuzhan Vongok az amphistaffokat tenyésztő épületek, az úgynevezett glák befedésére használják fel.

## Megjelenése a könyvekben
Erről az ásványról az „A Boy and His Monster: The Rancor Keeper's Tale” című rövid elbeszélésben olvashatunk először. Azóta három másik könyvben is meg van említve.

## Fordítás
- Ez a szócikk részben vagy egészben a Mica (mineral) című Wookieepedia-szócikk fordítása. Az eredeti cikk szerkesztőit annak laptörténete sorolja fel.